# Batalha de Nola (216 a.C.)
A Primeira Batalha de Nola foi travada em 216 a.C. entre as forças do general cartaginês Aníbal e um exército romano comandado por Marco Cláudio Marcelo. Aníbal queria capturar a cidade de Nola, mas fracassou. Depois desta primeira batalha, Nola voltaria a enfrentar mais dois assaltos, também fracassados, nos anos seguintes.

## Contexto histórico
Aníbal enviou por mar, até Brúcio, seu irmão, Magão Barca, com parte de suas forças, para recepcionar as cidades que abandonaram os romanos e ameaçar as que ainda se negavam a fazê-lo. Com o grosso do exército, Aníbal marchou para a Campânia, onde aceitou a deserção da Cápua, que era, na época, a segunda mais importante cidade de toda a península Itálica, atrás apenas de Roma.
Depois, retomou as operações na Campânia, tentando, em vão, conquistar Neápolis. Dali, seguiu para o território de Nola na esperança de que esta cidade se renderia sem combate. O Senado de Nola era favorável a manter a aliança com os romanos, mas o povo queria se render a Aníbal. Como os senadores temiam não poder impedir a multidão, tentaram ganhar tempo e, enquanto fingiam estar negociando uma deserção, enviaram embaixadores ao pretor romano Marco Cláudio Marcelo para informá-lo da situação na cidade.
Marcelo chegou a Nola depois de atravessar as montanhas e Aníbal preferiu recuar novamente até Neápolis, pois precisava conquistar uma base para receber possíveis reforços vindos da África. Porém, ao saber que a cidade havia sido ocupada pelo prefeito romano Marco Júnio Silano, Aníbal foi para Nucéria Alfaterna, que saqueou e incendiou, e rapidamente voltou para Nola.

## Batalha
Quando os exércitos se encontraram, os dois comandantes ordenaram que as tropas assumissem a ordem de batalha e algumas escaramuças isoladas foram relatadas, mas sem que se iniciasse uma batalha campal.
Marcelo foi informado por alguns senadores de Nola sobre a existência de conversas secretas do povo com os cartagineses para que os romanos fossem traídos e, por isso, decidiu iniciar o combate. Dividiu seu exército em três partes, cada um de frente para uma das portas da cidade, com sua melhor legião e sua cavalaria à frente do portão principal. Subitamente, o prefeito romano deu a ordem de ataque, surpreendendo o centro cartaginês, e, ao mesmo tempo, atacaram dois dos legados de Marcelo as alas inimigas.
O poderoso estrondo gerando gerou entre os cartagineses a crença de que estariam sendo atacados por uma força muito superior. Durante esta batalha, segundo Lívio, morreram 2 800 cartagineses e apenas 500 romanos.
| “ | Naquele dia ficou registrado um grande feito para aquela guerra. O feito de não ser vencido por Aníbal foi, na realidade, mais difícil do que vencê-lo depois. | ” |
|   | — Lívio, Ab Urbe Condita XXIII, 16.16. |   |